# Prix Hors Concours
Le prix Hors Concours est un prix littéraire français récompensant exclusivement des auteurs francophones publiés par des éditeurs indépendants. Créé par l’Académie Hors Concours, présidée par Gaëlle Bohé, le prix Hors Concours propose une sélection inédite, innovante et inspirante des dernières parutions de littérature francophone et contemporaine. Il est décerné chaque année au mois de novembre après deux présélections successives, en juin (quarante extraits sélectionnés) et en octobre (cinq finalistes).

## Historique
Créé en 2016, le prix Hors Concours récompense chaque année l'auteur d'un roman ou récit francophone, publié par un éditeur indépendant. Il propose aux professionnels du livre et aux lecteurs une découverte de la littérature adulte de création, contemporaine et francophone. De plus, le prix Hors Concours donne la possibilité aux lecteurs de participer aux sélections en les intégrant au Comité de lecture, qui décernera également sa mention spéciale.
En parallèle, les Clubs Hors Concours voient le jour. À l'origine, il s'agissait du prix Hors Concours des lycéens (dont le jury était composé de lycéens, d'étudiants ainsi que de leurs professeurs, participant à des ateliers de lecture). Aujourd'hui, le prix s'est élargi à l'ensemble des groupes de lecteurs : au lycée, à l'université, en librairie, en bibliothèque ou dans des lieux éloignés du livre et de la lecture, il permet à chacun de découvrir l'édition indépendante, d'apprendre à critiquer et défendre un livre aimé.
Aidés d'un Guide de lecture, les participants réalisent des exercices de lectures comparées, des joutes d'argumentation, des jeux et critiques littéraires, pour rencontrer en fin d'année l'auteur de leur choix, et échanger sur la création littéraire contemporaine. Les Clubs Hors Concours s'appuient sur la même sélection que le prix Hors Concours, mais travaillent sur un calendrier adapté au rythme scolaire : ils reçoivent la Bibliothèque Hors Concours (sélection des quarante textes) en septembre, lisent les cinq livres finalistes en décembre pour rédiger une critique littéraire publiée sur Babelio et voter pour leur livre coup de cœur, qui sera annoncé au mois de mai suivant. Au printemps, les auteurs et éditeurs viennent à la rencontre des clubs.

## Mode de sélection
Chaque éditeur indépendant propose un titre de littérature paru entre le 1er mars de l’année précédente et le 30 septembre de l’année en cours. Le titre présenté doit être un ouvrage de création (pas de réédition), francophone (pas de traduction). Il doit être publié à compte d’éditeur (pas d’édition à compte d’auteur ou d’auto-édition) au sein du catalogue d'une maison d'édition indépendante (n'appartenant pas à un grand groupe d'édition ou de communication, de moins d'un million de chiffre d'affaires).

### Sélection
L'Académie édite chaque année au mois de juin la Bibliothèque Hors Concours, recueil d'extraits des 40 textes sélectionnés à partir des propositions des éditeurs. Cette sélection est envoyée à 300 professionnels du livre (libraires, bibliothécaires, blogueurs, diffuseurs, critiques littéraires) qui se sont inscrits pour participer, ainsi qu'à 200 lecteurs en France et dans le monde, réunis dans l'Académie des lecteurs. À la fin du mois de septembre, les participants sont amenés à voter à distance afin d'établir une sélection de cinq finalistes,.
Après l’annonce des finalistes, c’est au tour du jury des journalistes littéraires de lire les livres dans leur intégralité pour les départager et désigner le lauréat. L'Académie Hors Concours quant à elle, décernera sa mention spéciale.

## Composition du jury
Le jury du prix Hors Concours est composé de figures publiques issues du monde du livre, du journalisme ou des médias. Il peut s'agir de journalistes, critiques littéraires, animateurs de radio ou de télévision, auteurs...
Les membres du jury se réunissent en novembre, quelques semaines avant la cérémonie du prix, afin de délibérer pour élire le lauréat du prix Hors Concours. Puis, lors de la dernière semaine de novembre, depuis 2021, la Maison de la poésie de Paris accueille la cérémonie de remise du prix Hors Concours, au terme de laquelle sont annoncés le prix Hors Concours et la mention spéciale du Comité de lecture.

### Jury 2023
- Stéphanie Dupays, critique littéraire pour Le Monde des Livres
- Inès De La Motte Saint-Pierre, journaliste pour La Grande Librairie sur France 5
- Stéphanie Khayat, journaliste pour Télématin sur France 2
- David Medioni, rédacteur en chef d’Ernest ! et journaliste pour Franc-Tireur
- Isabelle Motrot, journaliste et ancienne rédactrice en chef de Causette

### Anciens membres du jury
- Catherine Fruchon-Toussaint, journaliste littéraire pour RFI et responsable de l'émission Littératures sans frontières
- Lauren Malka, conseillère littéraire pour l'émission Au fil des mots sur TF1
- Marie-Delphine Roux-Jean, rédactrice en chef du réseau de lecteurs Babelio
- Pierre Vavasseur, grand-reporter pour le quotidien national Le Parisien - Aujourd'hui en France
- Vincent Jaury, directeur de la publication du magazine mensuel Transfuge

Tara Lenhart, rédactrice en chef du webzine Bookalicious
- Bintily Diallo, journaliste culture pour La Matinale sur LCI
- Hugo Pradelle, secrétaire de rédaction et journaliste pour En attendant Nadeau
- Ilana Moryoussef, spécialiste littérature au service culture de la rédaction de France Inter

## Liste des lauréats

### Prix Hors Concours
- 2023 : Soufiane Khaloua, pour La Vallée des Lazhars. Éditions Agullo[2]
  - Mention des lecteurs attribuée à Caroline Bouffault pour Thelma. Éditions Fugue
- 2022 : Noël Nétonon Ndjékéry, pour Il n'y a pas d'arc-en-ciel au paradis. Éditions Hélice Hélas[5]
  - Mention des lecteurs attribuée à Guillaume Aubin pour L'arbre de colère. Éditions La Contre Allée
- 2021 : Timothée Demeillers, pour Demain la brume. Asphalte éditions
  - Mention des lecteurs attribuée à Mariette Navarro pour Ultramarins. Quidam Éditeur
- 2020 : Claire Duvivier, pour Un long voyage. Éditions Aux Forges de Vulcain
  - Mention des lecteurs attribuée à Emilienne Malfatto pour Que sur toi se lamente le Tigre. Éditions Elyzad
- 2019 : Irma Pelatan, pour L'Odeur de chlore. Éditions La Contre Allée
  - Mention des lecteurs attribuée à Jean-Luc André d'Asciano pour Souviens-toi des monstres. Éditions Aux Forges de Vulcain
- 2018 : Sonia Ristić, pour Des Fleurs dans le vent. Éditions Intervalles[6],[7],[8]
  - Mention des lecteurs attribuée à Ysabelle Lacamp pour Ombre parmi les Ombres. Éditions Bruno Doucey

- 2017 : Amandine Dhée, pour La femme brouillon. Éditions La Contre Allée[9],[10]
- 2016 : Anna Dubosc, pour Koumiko. Éditions Rue des Promenades[11],[12],[13]

### Coup de cœur Clubs Hors Concours
- 2022 : Franck Chanloup, pour Les Enchaînés. Éditions Au vent des îles
- 2021 : Émilienne Malfatto, pour Que sur toi se lamente le tigre. Éditions Elyzad
- 2020 : Isabelle Minière, pour Je suis né laid. Éditions Serge Safran[14]
- 2019 : Ludovic-Hermann Wanda, pour Prisons. Éditions de l’Antilope
- 2018 : Hervé Mestron, pour Cendres de Marbella. Éditions Antidata